# Eucereon displicatum
Eucereon displicatum là một loài bướm đêm thuộc phân họ Arctiinae, họ Erebidae.